# Argiope boesenbergi
Argiope boesenbergi es una especie de araña araneomorfa género Argiope, familia Araneidae. Fue descrita científicamente por Levi en 1983.
Habita en China, Corea y Japón.